# Valdir Moysés Simão
Valdir Moysés Simão ou simplesmente Valdir Simão (São Paulo, 1960) é um advogado, político brasileiro e auditor fiscal.
O ex-ministro é formado em Direito, com especialização em Direito Empresarial, pelo Centro Universitário Toledo, em Araçatuba (SP), e especialista em Gestão de Arrecadação dos Recursos da Seguridade Social pela Fundação Ceddet, de Madrid, Espanha, e mestre em Direção e Gestão de Sistemas de Seguridade Social, pela Universidade de Alcalá de Henares, Espanha..  Foi presidente do Instituto Nacional do Seguro Social (INSS), secretário da Fazenda, secretário-adjunto da Receita Federal e secretário-executivo da Casa Civil da Presidência da República.

## Controladoria-Geral da União
Em 23 de dezembro de 2014 foi anunciado como ministro-chefe da Controladoria-Geral da União, escolhido pela então presidente Dilma Rousseff para substituir Jorge Hage no comando da CGU. Valdir Simão é Auditor-Fiscal da Receita Federal do Brasil, mas nos últimos anos ocupou posições estratégicas em ministérios, secretarias e na Previdência Social. 

## Ministério do Planejamento, Orçamento e Gestão
Em 18 de dezembro de 2015 foi anunciado oficialmente como  Ministro do Planejamento, Orçamento e Gestão do Segundo Gabinete Dilma Rousseff, no lugar de Nelson Barbosa que assumiu o Ministério da Fazenda. Seu sucessor na CGU foi Carlos Higino Ribeiro de Alencar. Saiu na demissão coletiva do governo Dilma que ocorreu em 12 de maio de 2016, logo após o senado afastar a mandatária por causa processo de Impeachment que tramitava conta ela.

## Advocacia
Advogado, com inscrição principal na Ordem dos Advogados do Brasil de São Paulo e suplementar no Distrito Federal. É sócio do escritório Warde Advogados, onde atua em investigações internas, compliance, processos administrativos sancionadores, acordo de leniência, ética corporativa e relações entre Estado e empresa.